# Rio de la Guerra
Ne doit pas être confondu avec Rio de Santa Sofia.

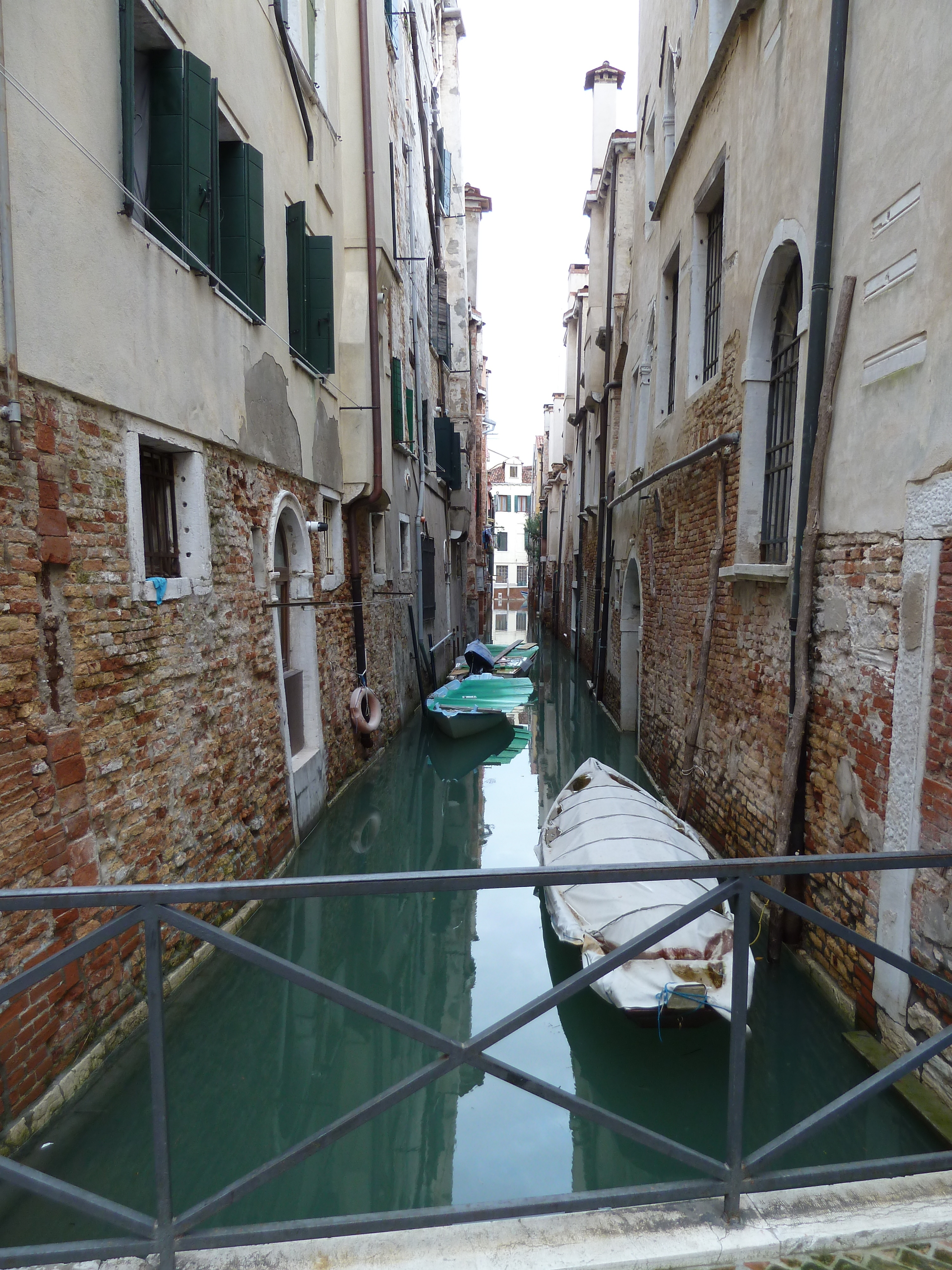
Vue sur le rio depuis le ponte Benedetti

Les rio de la Guerra ou riello de Santa Sofia est un petit canal de Venise dans le sestiere de Cannaregio en Italie.

## Origine
Le rio doit son nom aux nombreuses luttes de poings qui opposaient les Castellani et les Nicolotti, dans différentes zones de la ville, comme en témoignent encore de nos jours les toponymes ponte dei Pugni sur les rio de Santa Fosca et San Barnaba.
Le rio est parfois appelé rio dei Benedetti, vu sa proximité avec le bâtiment gothique homonyme dont la façade principale fait face au rio.

## Description
Le riello de Santa Sofia a une longueur de 82 m. Il relie le rio de Santa Sofia vers le nord-est avec le rio de Sant'Andrea.

## Ponts
Ce canal est traversé par le :

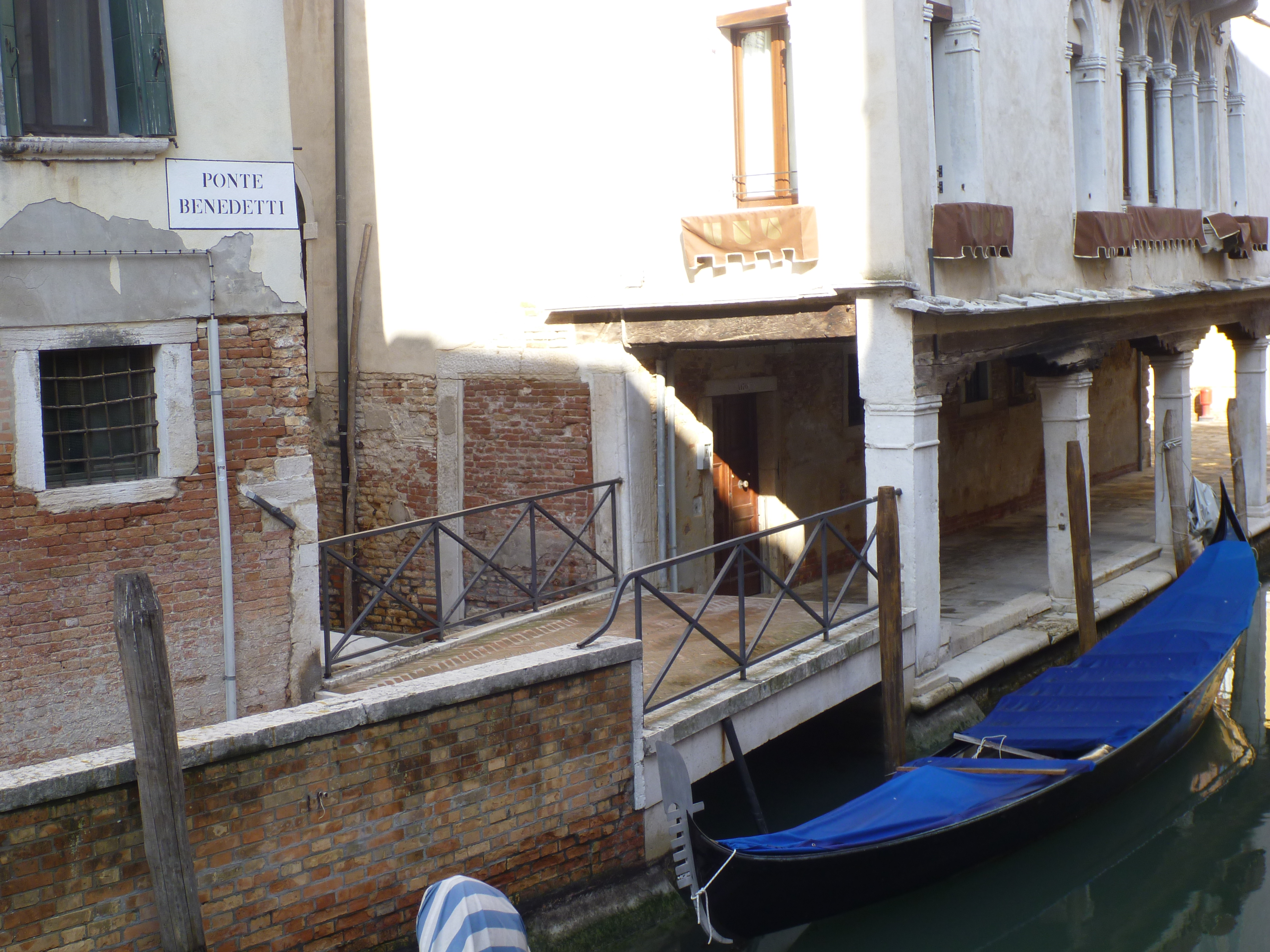
ponte Benedetti (pierre,parapet fer), sur le fondamenta Priuli parallèle au Rio de Santa Sofia